# 小行星7527
小行星7527（英語：7527 Marples）是一颗围绕太阳公转的小行星。1993年1月20日，浦田武在清水町发现了此天体。
这颗小行星的绝对星等为23.08753等。